# منظومة صقر بغداد الأمنية

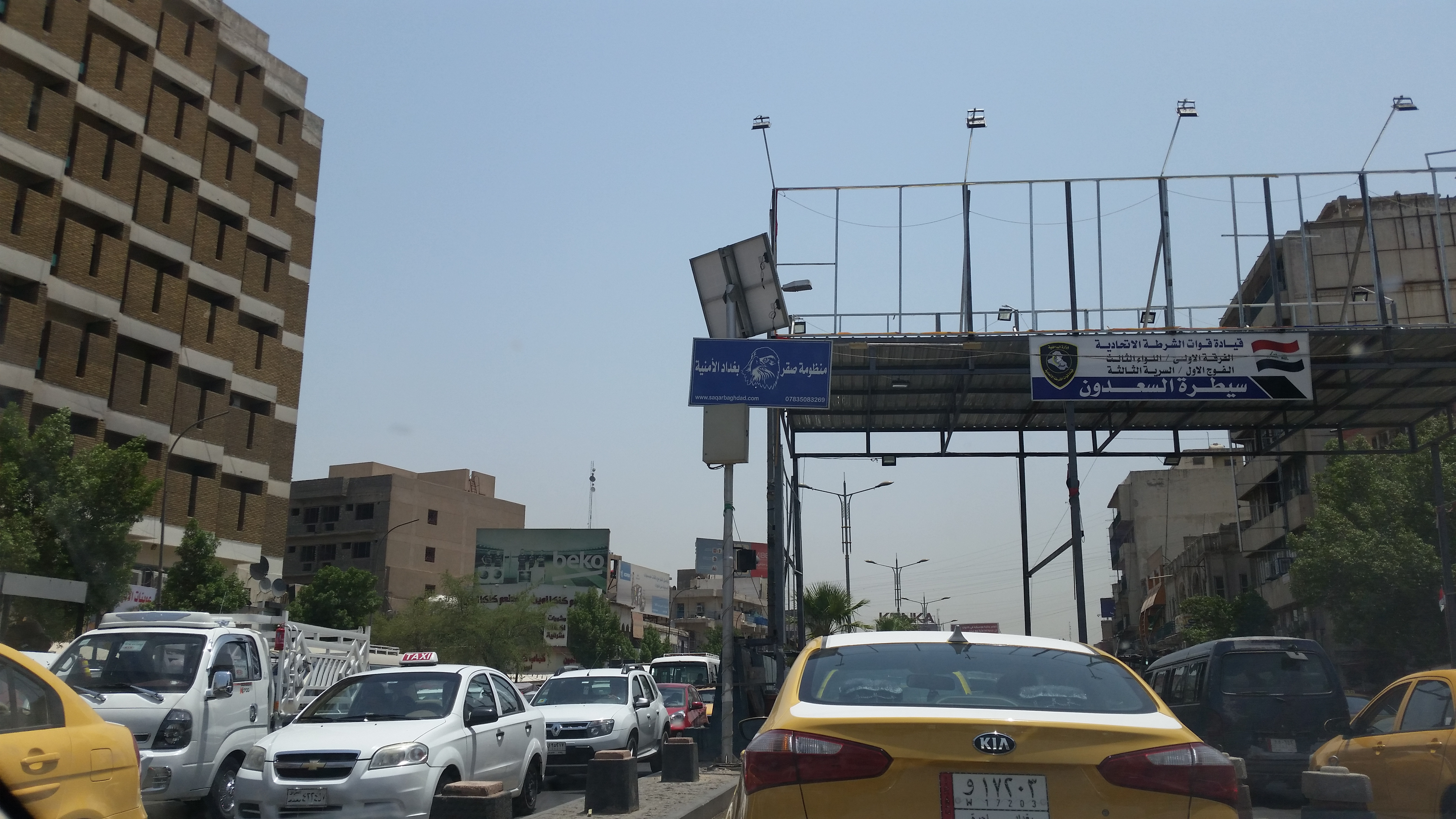
لافتة "منظومة صقر بغداد الأمنية" ما تزال موجودة في أعلى نقطة تفتيش في بغداد حتى أغسطس 2017 رغم توقف العمل بها (التقطت الصورة في يوليو 2017)

كانت منظومة صقر بغداد الأمنية مشروعا لتسجيل المركبات في بغداد مع وضع ملصق يحتوي على رقم متسلسل ورمز شريطي خاص، كان الهدف المعلن عنه هو مراقبة المركبات من خلال رادارات خاصة تعمل على رصد المركبة أينما كانت داخل العاصمة لغرض منع الحوادث الإرهابية.

## تاريخ المشروع

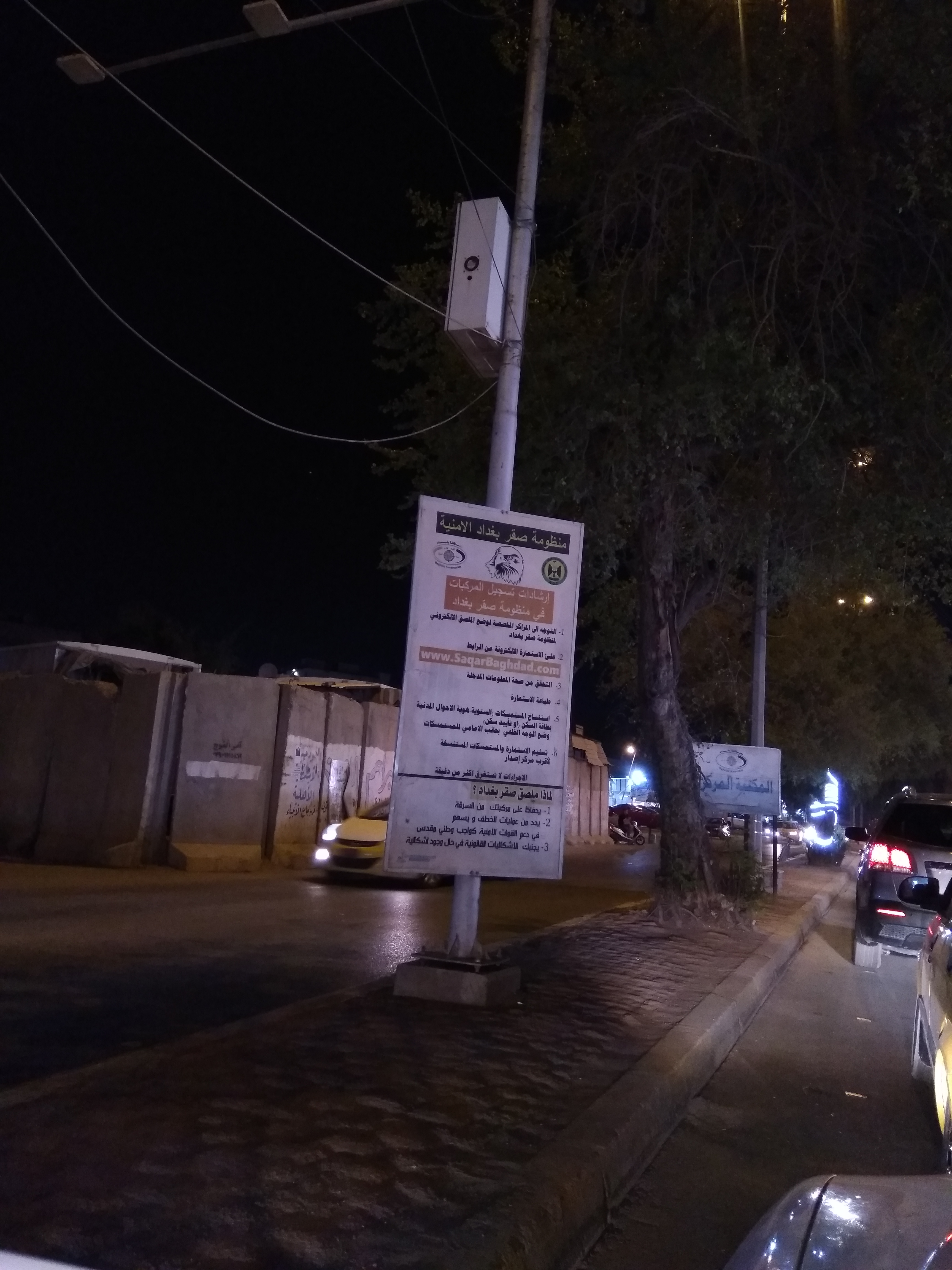
لافتة معلقة في حي الأعظمية ببغداد حول منظومة صقر بغداد

أعلن عن المشروع في 27 كانون الأول 2015، وقد قيادة عمليات بغداد أصحاب المركبات إلى تسجيل مركباتهم وأن المركبة غير المسجلة تعد مخالفة في حال عدم تسجليها خلال شهرين مدتها من 10 كانون الثاني حتى 10 آذار 2016. وقد كانت تكلفة التسجيل 15000 دينار عراقي (12 دولار أمريكي).

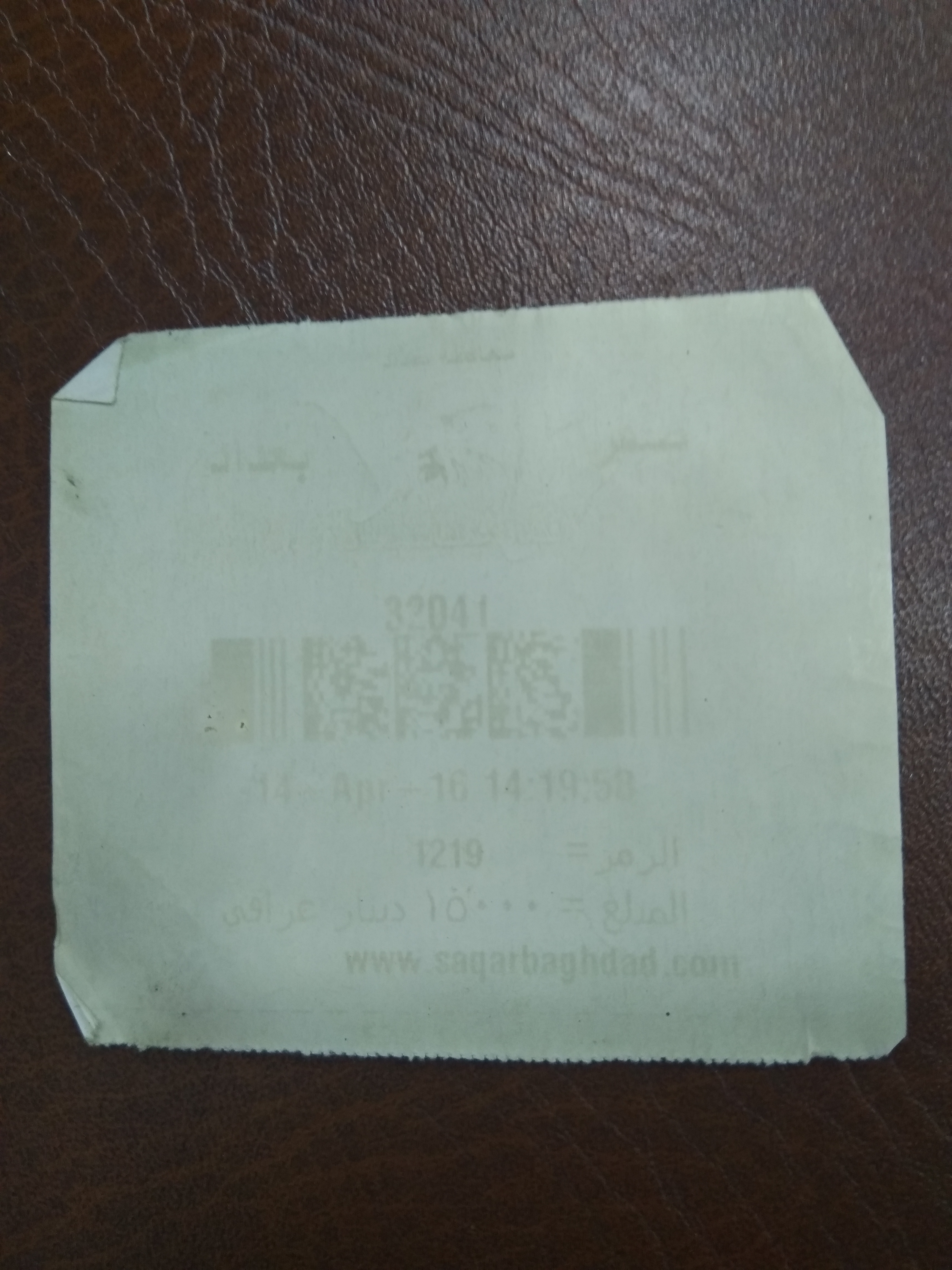
إيصال غير واضح يدل على دفع مبلغ 15000 دينار عراقي رسوم التسجيل في منظومة صقر بغداد الأمنية

نشبت لاحقا خلافات بين قائد عمليات بغداد الفريق الركن عبد الأمير الشمري والمسؤولين على المشروع، ما أدى إلى إيقاف المشروع، لكن مشروع التسجيل استمر بدعم من محافظ بغداد السابق علي التميمي رغم شبهات الفساد.
وفي 20 حزيران 2016، أعلنت وزارة الداخلية، رفعها دعوى قضائية ضد الشركة القائمة على المشروع لمخالفتها القانون في العمل دون أن تأخذ رأي الوزارة ومديرية المرور العامة بشأنه بتاتاً وإحالة ملفها إلى هيئة النزاهة. كما وجهت بمنع أية جهة من استيفاء أي مبالغ مالية من المواطنين بدون علم الوزارة، فلا يمكن استحصالها من المواطنين إلا بقانون أو تشريع، وعليه لا يوجد أي سند قانوني يلزم المواطن بالتعامل مع مشروع صقر بغداد. وقد ذكر مدير المرور العام اللواء عامر العزاوي إنه «لا يوجد أي سند قانوني يلزم المواطن أو سائق المركبة بالخضوع إلى نظام صقر بغداد، وأن موضوع حجز المركبات من صلاحية وزارة الداخلية/مديرية المرور العامة، كما أن العاملين في مشروع صقر بغداد لا يملكون أية تصاريح أمنية للعمل بهذا المجال».
في 29 آب 2016، صوت مجلس محافظة بغداد على على إيقاف المشروع لفشله فنياً. كما صوت المجلس في 19 من كانون الثاني 2017 على إقالة المحافظ السابق علي التميمي بعد عدم القناعة بأجوبته خلال جلسة استجوابه على خلفية قضايا فساد بينها مشروع منظومة صقر بغداد الأمنية الذي ثبت فشله بحسب وزارة الداخلية.

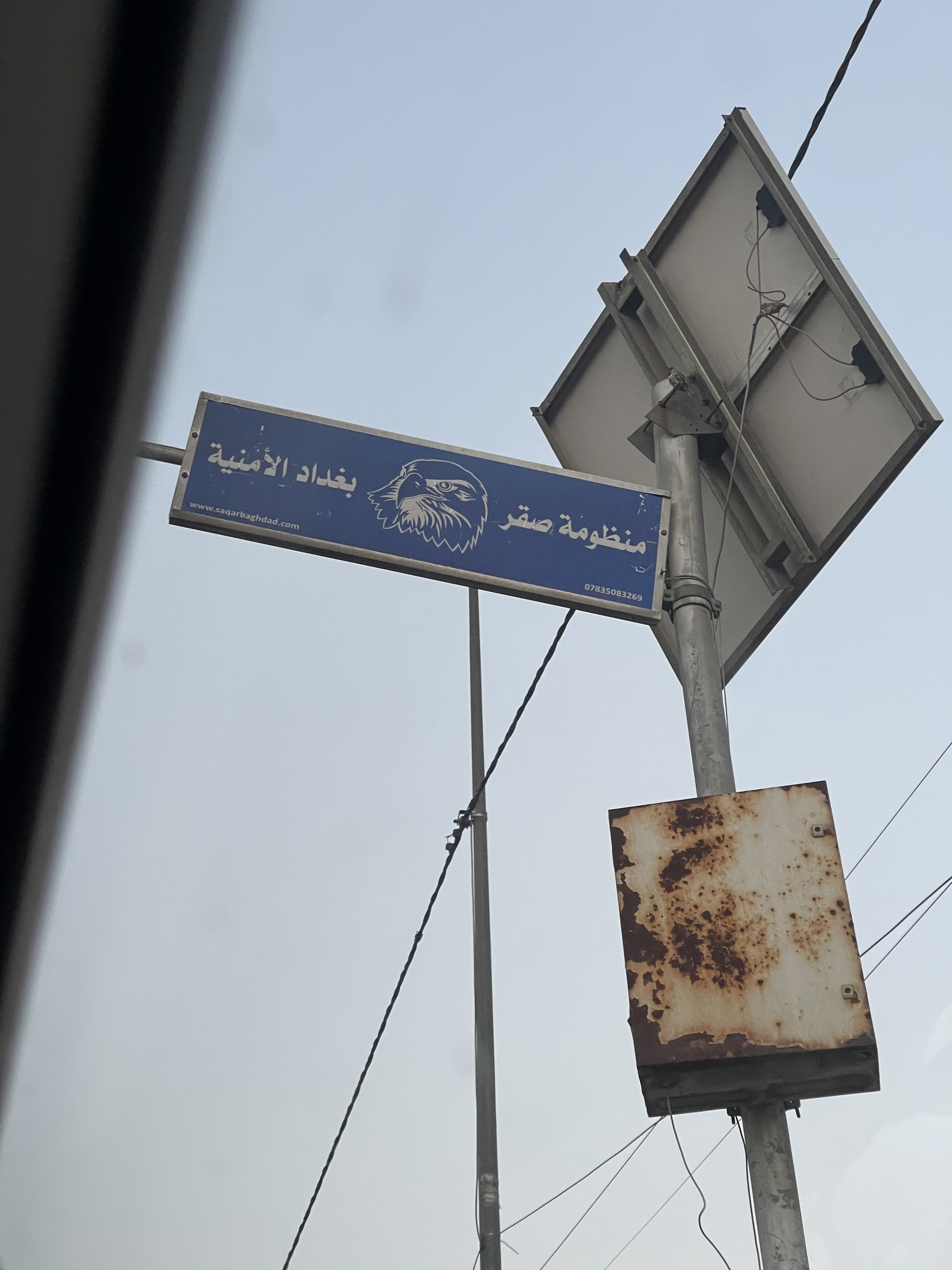
لوحة منظومة صقر بغداد الأمنية وفي اللوحة موقع الإلكتروني الخاص بهم.

كان المشروع كما كان مفترضا عبارة عن شريحة لاصقة صغيرة توضع في مقدمة السيارة وتتضمن فيها معلومات كاملة عن العجلة.